# Víkarbyrgi
Víkarbyrgi este un oraș din Insulele Faroe.